# Remember Monday
Remember Monday é uma banda feminina britânica de country pop composto por Lauren Byrne, Holly-Anne Hull e Charlotte Steele. O grupo ganhou destaque pela primeira vez após participar do The Voice UK em 2019. Elas representaram o Reino Unido no Festival Eurovisão da Canção de 2025 com a música «What the Hell Just Happened?».

## História
Originárias do condado de Surrey, as membros do grupo conheceram-se em 2013, durante os estudos no Farnborough College of Technology, na cidade com o mesmo nome. Depois de algumas experiências a solo no mundo do teatro musical, as Remember Monday formaram-se no final de 2018. O nome do grupo surgiu porque a maioria das suas aulas de música acontecia sempre às segundas-feiras.
Ganharam destaque em 2019 quando participaram na 8.ª edição do The Voice UK, transmitido pela ITV. Durante as audições, interpretaram a música Kiss from a Rose, do cantor britânico Seal, e conquistaram a aprovação dos jurados e juntando-se à equipa de Jennifer Hudson. O seu percurso continuou até à fase dos tira-teimas, onde foram eliminadas.
Em 2023, após abandonarem as suas respetivas carreiras para se dedicarem totalmente à música, lançaram o seu EP de estreia, Hysterical Women, seguido do segundo EP, Crazy Anyway, lançado no ano seguinte.
A 7 de março de 2025, após várias especulações por parte dos meios de comunicação britânicos e internacionais, foi confirmado que a emissora BBC selecionou internamente o grupo como representante do Reino Unido no Festival Eurovisão da Canção 2025, em Basileia, na Suíça.
A sua canção para a Eurovisão, What the Hell Just Happened?, foi apresentada no mesmo dia no programa de rádio Breakfast Show da BBC Radio 2.

## Discografia

### EPs
- 2023 – Hysterical Women
- 2024 – Crazy Anyway

### Singles
- 2023 – Let Down
- 2024 – Laugh About It
- 2024 – Hand in My Pocket
- 2024 – Show Face
- 2024 – Brown Eyed Girl
- 2024 – What the Girls Bathroom Is For
- 2024 – Famous
- 2025 – What the Hell Just Happened?